# Kunzer
Kunzer é uma cidade no distrito de Baramula, no estado indiano de Jammu e Caxemira.

## Demografia
Segundo o censo de 2001, Kunzer tinha uma população de 1901 habitantes. Os indivíduos do sexo masculino constituem 47% da população e os do sexo feminino 53%. Kunzer tem uma taxa de literacia de 46%, inferior à média nacional de 59,5%: a literacia no sexo masculino é de 62% e no sexo feminino é de 30%. Em Kunzer, 13% da população está abaixo dos 6 anos de idade.